# За рекой, в тени деревьев
«За рекой, в тени деревьев» (англ. Across the River and into the Trees) — роман Эрнеста Хемингуэя, вышедший в 1950 году. В книге рассказывается о последних днях жизни и последней любви полковника Ричарда Кантуэлла. Как и многие другие произведения писателя, «За рекой, в тени деревьев» включает в себя множество автобиографичных вставок и сюжетов.

## Название
В названии книги использованы предсмертные слова Томаса Джексона, генерала «южан» времен Гражданской войны в США, умершего от ран 10 мая 1863 года: «Переправимся через реку и отдохнем в тени деревьев» (Let us cross over the river, and rest under the shade of the trees).

## Сюжет
Главный герой романа — профессиональный военный, американский полковник Ричард Кантуэлл. Ему исполнилось пятьдесят лет. Он прошёл через все крупные войны XX века и теперь, в первые годы после Второй мировой войны, полковник приезжает на несколько дней в Венецию. Здесь он получил первое в своей жизни тяжёлое ранение, когда защищал город в 1918 году, тридцать лет назад, в кровопролитных сражениях. Ричард знает, что это, возможно, его последняя поездка в любимый город — у него уже было два сердечных приступа, и врачи сказали ему, что третьего приступа он не переживёт.
Полковник едет прощаться не только с Венецией, но и с любимой женщиной, которая родилась и выросла в этом городе. Ренате всего девятнадцать, и она происходит из старинного аристократического рода. Это последняя любовь Ричарда Кантуэлла. Несколько дней они проводят вместе, гуляют по городу, сидят в барах и уютных ресторанчиках, лежат в постели и разговаривают о любви и войне. Через несколько дней полковник решает поехать поохотиться на уток и на обратной дороге умирает от сердечного приступа.

## Экранизация
В 2022 году вышел британо-итальянский художественный фильм режиссёра Паулы Ортис «За рекой, в тени деревьев». Главные роли в фильме исполнили Лев Шрайбер, Матильда Де Анджелис, Лаура Моранте и Дэнни Хьюстон. Фильм открыл кинофестиваль Sun Valley Film Festival 30 марта 2022 года.